# Rachid Ferrahi
Rachid Ferrahi est un joueur de football algérien né le 18 juillet 1985 à Oran, en Algérie. Il joue au poste de milieu de terrain en faveur du club du MC Oran.

## Biographie
Rachid Ferrahi commence sa carrière dans le modeste club de l'AS PTT d'Oran en 2005. 
Sa progression est ensuite constante : il joue à l'USM Oran, puis à l'ES Mostaganem, avant d’atterrir en Division 1. 
Il joue en Division 1 avec l'ES Sétif, puis avec la JS Kabylie, et enfin avec le MC Oran.
Il remporte deux titres de champion d'Algérie avec le club de Sétif. Il participe à la Ligue des champions d'Afrique et à la Coupe de la confédération avec cette équipe.

## Palmarès
- Champion d'Algérie en 2012 et 2013 avec l'ES Sétif
- Vainqueur de la Coupe d'Algérie en 2012 avec l'ES Sétif